# Alnico

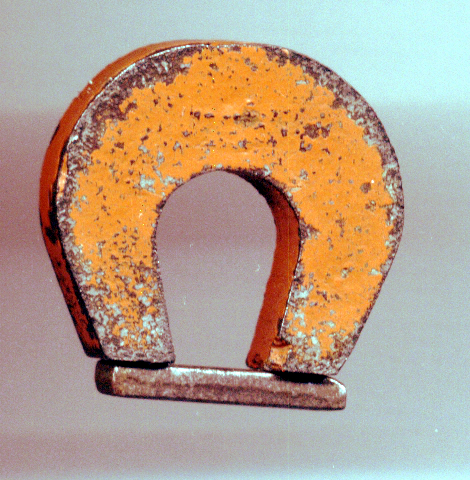
Hufeisenmagnet aus dem Werkstoff Alnico

Alnico sind Legierungen von Eisen mit Aluminium, Nickel und Cobalt sowie Kupfer. Aus ihnen werden Permanentmagnete durch Gießen oder Sintern hergestellt.  Eine Handelsmarke ist OERSTIT, (Thyssen Edelstahlwerke AG) nach Hans Christian Ørsted.

## Geschichte
Der Werkstoff wurde erstmals 1931 von dem japanischen Metallurgen Tokushichi Mishima hergestellt und patentiert. Mishima entdeckte bei Arbeiten mit Eisen-Nickel-Legierungen („Silberblech“, bzw. Nickelstahl), dass durch Zugabe von Aluminium sich in der Legierung permanentmagnetische Eigenschaften einstellen. Er erzielte eine Koerzitivfeldstärke von 32 kA/m, was für damalige Verhältnisse sehr viel war und unter der Handelsmarke englisch MK Magnetic Steel, MKM Steel vertrieben wurde.
In den magnetischen Eigenschaften verbesserte Alnico-Legierungen werden durch Beimischungen von Kupfer, Cobalt und Titan erzielt und bestehen in Volumenprozent aus 8–12 % Aluminium, 15–26 % Nickel, 5–24 % Cobalt, bis zu 6 % Kupfer und bis zu 1 % Titan. Der Hauptanteil der Legierung ist Eisen. Die konkreten Anteile variieren je nach Anforderungen an den Werkstoff.

## Eigenschaften
Die Remanenzflussdichte liegt bei handelsüblichen Alnico bei etwa 0,6 T bis 1,3 T (6000–13000 Gauß) und ist im Vergleich zu Ferritmagneten relativ hoch. Wie bei anderen Permanentmagneten auch, ist die Flussdichte an der Oberfläche des Magneten in der Regel deutlich kleiner. AlNiCo-Magnete haben eine Curie-Temperatur von 700–850 °C und eine obere Gebrauchstemperatur von 450–500 °C.
Das Material verliert immer mehr an Bedeutung und wird durch Seltenerdmagnetwerkstoffe wie Neodym-Eisen-Bor ersetzt. Ein Grund ist, dass Alnico eine geringe magnetische Stabilität hat. Das heißt, die Koerzitivfeldstärke von Alnico ist im Vergleich mit Seltenerdmagneten mit rund 50–100 kA/m vergleichsweise klein und die Gefahr der Entmagnetisierung durch ein externes Feld relativ groß.
Permanentmagnete aus AlNiCo haben eine länglichere Form als solche aus Hartferrit.
Ein Vorteil von AlNiCo ist, dass es nach künstlicher Alterung eine stabile Magnetisierung besitzt. Von allen bekannten Werkstoffen hat es den niedrigsten Temperaturkoeffizienten der Remanenzinduktion. Deswegen werden AlNiCo-Magneten immer noch in Sensoren verwendet. Traditionelle Lautsprecher und Gitarrentonabnehmer (Pickups) verwenden ebenfalls AlNiCo-Magnete, während sie in Elektromotoren mit Permanenterregung durch Ferritmagnete und Seltenerdmagnete verdrängt wurden. Auch in der Uhrenherstellung wurde Nickelstahl eingesetzt.
Eine wichtige Anwendung sind Fälle mit hoher Einsatztemperatur oder (als magnetisch halbhartes Material, welches ständig ummagnetisiert wird) Hysteresebremsen, bei denen es auf die hohe Curietemperatur ankommt, um die thermische Belastung zu ertragen.
Der anisotrope Gusswerkstoff Alnico 500 besteht aus 8 % Al, 14 % Ni, 24 % Co, 3,5 % Cu, Rest Fe und weist eine Dichte von 7,3 g/cm3 auf.